# NGC 2650
NGC 2650 (również PGC 24817 lub UGC 4603) – galaktyka spiralna z poprzeczką (SBb), znajdująca się w gwiazdozbiorze Wielkiej Niedźwiedzicy. Odkrył ją William Herschel 30 września 1802 roku. Jest to galaktyka aktywna.